# César Ferioli
César Ferioli (n. 22 de julio de 1959) es un dibujante de cómic, quién es básicamente conocido por sus cómics de Mickey Mouse. Desde 1989, Ferioli trabaja para la editorial danesa Egmont.
Uno de sus trabajos más conocidos es la serie de 2003 Mythos Island, escrita por Pat y Carol McGreal y Per Erik Hedman.